# Minerva (Italië)
Minerva is een historisch merk van motorfietsen
Dit bedrijf met de naam Minerva was gevestigd in Turijn en maakte 1929 motorfietsen die van kop- en zijklepmotoren waren voorzien.
Dit bedrijf was minder bekend dan het Belgische merk Minerva, dat motorfietsen en auto's produceerde.